# 恬妞
恬妞（英語：Kelly Tien Niu，1958年1月23日—），本名朱凱莉，台灣女演員。其姊恬妮（原名朱隱英）亦是藝人。而誼母則是已故導演李翰祥的妻子張翠英。恬妞在1978年以電影《蒂蒂日記》榮獲第15屆金馬獎「最佳女主角」獎項。

## 背景

### 早年生活
恬妞生於台灣，有一兄一姊，父親朱少龍是於軍隊與總統府表演的上海籍京劇琴師，母親是山東人，胞姊恬妮是一名演員。恬妞早年在台北市大安區成長，畢業於空軍子弟學校台北市大安區懷生國民學校（現為中山區的臺北市立懷生國民小學），再升讀臺北市立仁愛國民中學，5歲學習京劇，於大鵬國劇隊、聯勤劇團及國立復興國劇劇團飾演小孩角色。8至9歲已成了台視的基本合約童星演出兒童電視劇，於該段時期起使用由母親所改、寓意斯文可愛小女孩的藝名「恬妞」。1973年準備升讀中學三年級前（要時常請假趕戲，故此較同齡學童遲了1年才升級）趁暑假赴香港探視姐姐恬妮，被導演楊權相中獲邀客串演出1974年上映的電影《早婚》，同年簽約邵氏兄弟，主演影片《早熟》。

### 事業發展
恬妞不喜歡唸書，於1973年年尾回到台北繼續讀書。喜歡演戲的她於中學三年級時輟學，於1974年全身投入電影圈，於台灣及香港兩地演出，並簽約成為導演郭南宏旗下郭氏公司的演員3年，主攻文藝片。其作品以1970代拍攝的居多。正式出道初年，即1974年，她曾以原名演出，因導演張美君認為恬妞已憑此藝名成名，所以建議她棄用原名闖影壇。其後於1978年，恬妞在主演中央電影公司電影《蒂蒂日記》，獲第15屆金馬獎最佳女主角獎、第十六屆巴拿馬國際影展最佳女主角獎及最佳人緣獎，以及由中影、台視、中視聯頒的1978年度台灣十大影星獎。另一方面赴新加坡參與巡迴演唱會時與東尼機構簽了兩年歌手合約，計劃推出至少4張唱片。推出的首張專輯《我騎著一部單車》錄得25萬張唱片銷量成績。她1979年後轉以在台中與台南歌廳歌唱表演為主，1981年赴美國馬薩諸塞州留學，修讀時裝設計，1983年5月完成兩年制課程。此前於1982年再度獲提名，憑《女子學校》入圍角逐第19屆金馬獎最佳女主角。
回港后，恬妞出演不少電視劇和電影，1984年參演《醜小鴨》後結婚。1986年離婚不久即獲劉家昌幫忙於1987年10月推出唱片《再一次》。1987年通過朋友引薦認識曾志偉，遂得到機會接拍電影《我愛太空人》，回歸香港影圈且獲得第8屆香港電影金像獎最佳女主角提名。當年剛離婚的她因為不知如何面對台灣媒體，最終來到香港發展。1988年被片商邀約主演台灣十大賣座電影之一的《大頭仔》（又稱《大哥大》）。及後恬妞於1989年6月在萬梓良推薦她予其好友劉家豪的情況下，應馮美基邀請加入無綫電視，演出多部重頭劇，如《他來自江湖》、《大家族》、《俠義見青天》等。期間和萬梓良結成黃金搭檔，1990年多次伙拍於台灣電視綜藝節目亮相，包括台視「就在今夜」、「我愛紅娘」、「女丑劇場」、「強棒出擊」，中視「今宵一路發」以及華視「金曲龍虎榜」、「歡樂周末派」、「鑽石舞台」。
1998年至1999年，她本想放棄演戲，把時間用作赴加拿大陪伴女兒讀書。因電視劇《少年英雄方世玉》播出後受觀眾歡迎，更多中國內地製作人邀請她參演劇集。直至2000年，她加入亞洲電視，2002年約滿離開。現時多在中國內地及台灣參演影視作品。另一方面，由入行至今推出過逾5張唱片。

### 其他資料
恬妞的左臉頰自出道以來有一顆痣；基於電視熒幕小，那顆痣從電視屏幕上看來佔據了一部分位置，令她自覺觀眾會被轉移視線，忽視其演技，最後決定於1998年脫痣。還有，她拍攝《他來自江湖》時才開始學習廣東話。

## 個人生活
恬妞於1970年代末曾與劉永拍拖8個月。也曾跟鍾鎮濤相戀。1984年3月認識印尼華僑造紙廠商人葉聰豪，未幾於同年10月在美國拉斯維加斯註冊結婚，1985年回到印尼文華酒店補行婚禮，婚後育有一女朱曉彤（原名葉三莉，現名朱宇豐）。但她嫁到印尼後才知男方已有妻室，加上男方在外拈花惹草，結果於1986年12月於台北簽字離婚收場。
1988年，恬妞與萬梓良透过蔡揚名執導的电影《大头仔》演出而漸生情愫。1992年決定下嫁萬梓良時婚禮相當盛大，由無綫電視現場直播，無綫電視主席邵逸夫主持，並由周星馳當伴郎、梅小惠作伴娘。不過這段婚姻只維持了四年，二人終因性格不合，恬妞自己不懂得與人相處，而在1996年離婚。她當年選擇與萬氏結婚之原因出於結婚衝動和想為女兒尋找一個爸爸，讓女兒入讀幼稚園時可以填寫親屬關係欄目而不會被同學取笑。
此外，由於恬妞在三藩市從事公益事務，於1989年獲頒發「榮譽市民」獎。

## 幕前作品
*以下列表只記錄恬妞演出過的影視作品，若有遺漏，請協助補充相關資料。

### 電視劇（無綫電視）
| 首播   | 名稱       | 角色         | 備註 |
| 1989年 | 他來自江湖 | 余姣／余文騫 |      |
| 1991年 | 大家族     | 葉滿枝       |      |
| 1992年 | 92我和妳   | 巧巧         |      |
| 1994年 | 一夫三妻   | 梁冰冰       |      |
| 1994年 | 俠義見青天 | 花四娘       |      |

### 電視劇（亞洲電視）
| 首播   | 名稱       | 角色   | 備註 |
| 2000年 | 妳想的愛   | 馬慧心 |      |
| 2000年 | 快活谷     | 郎橋   |      |
| 2002年 | 法內情2002 | 林錦燕 |      |

### 電視劇（台灣）
| 首播   | 名稱                   | 角色   | 備註       |
| 1993年 | 初戀三十年             | 陳春香 | 台視       |
| 1996年 | 再牽妳的手             | 莉娟   | 中視       |
| 1998年 | 超級世家               | 叶美琪 | 華視       |
| 1998年 | 女人三十（被爱的女人） | 彩凤   | 華視       |
| 2020年 | 粉紅色時光             | 汪麗雅 | TVBS歡樂台 |

### 電視劇（其他）
| 首播     | 名稱                             | 角色         | 備註                                     |
| 中國     |                                  |              |                                          |
| 1997年   | 新亂世佳人                       | 董心碧       | 江蘇電視台                               |
| 2004年   | 千古風流一罈醋                   | 房夫人       |                                          |
| 2004年   | 乾隆與香妃                       | 太后         |                                          |
| 2004年   | 赤子乘龍                         | 漢國長公主   | 上海电影（集团）                         |
| 2006年   | 第一桶金                         | 雪兒         | 南方影視頻道                             |
| 2006年   | 福星遊龍二王爺                   | 皇太后       | 北京藍海紅林影視文化傳播                 |
| 2006年   | 格格的女兒                       | 花艷霞       | PP視頻                                   |
| 2009年   | 時尚王國                         | 韓露         | 北京藝百合影視製作                       |
| 2012年   | 宫锁珠帘                         | 勤太妃       | 湖南卫视                                 |
| 2012年   | 仙女湖                           | 馬程         | 中央電視台綜合頻道                       |
| 2012年   | 黎明绝殺                         | 佟桂琴       | 浙江華誼兄弟、北京幸福影視               |
| 2013年   | 陸貞傳奇                         | 周太妃       |                                          |
| 2013年   | 新神探联盟之包大人来了           | 劉麗華       | 揚州新聞頻道地方台                       |
| 2013年   | 愛閃亮                           | 張美慈       | 美迅影視、劇酷傳播                       |
| 2013年   | 左手親情右手愛                   | 謝剛母親     | 北京愛必喜國際文化傳播                   |
| 2014年   | 爱情回来了                       | 明彩鳳       | 上海辛迪加影視                           |
| 2014年   | 一見不鍾情                       | 沈曼江       | 湖南衛視                                 |
| 2015年   | 愛了別再說痛                     | 杜銘         |                                          |
| 2015年   | 班淑傳奇                         | 班昭         |                                          |
| 2016年   | 整容季                           | 祁琪媽       | 客串、網絡劇                             |
| 2016年   | 毛丫丫被婚記                     | 薛冬娜       |                                          |
| 2016年   | 整垮前女友                       | 歡喜婆       | 客串、網絡劇                             |
| 2016年   | 美麗的笨女人                     | 朱玉翠       |                                          |
| 2017年   | 不得不爱                         | 胡欣         |                                          |
| 2017年   | 思美人                           | 楚太后       |                                          |
| 2017年   | 思美人之山鬼后裔                 | 楚太后       | 客串、網絡劇                             |
| 2017年   | 一粒红塵                         | 齊唐母親     |                                          |
| 2017年   | 深夜食堂                         | 阿蓮姨       |                                          |
| 2017年   | 盲约                             | 武红英       | 浙江卫视                                 |
| 2017年   | 將軍在上                         | 劉太后       |                                          |
| 2018年   | 國民安保官之絕命護衛             | 郭昱         | 網絡劇                                   |
| 2018年   | 原生之罪                         | 池震母親     | 網絡劇                                   |
| 2018年   | 甜蜜暴擊                         | 孫澔母親     | 湖南衛視                                 |
| 2020年   | 他其實沒有那麼愛你               | 葉燕玲       |                                          |
| 2020年   | 旗袍美探                         | 涵蓉姨媽     | 客串                                     |
| 2020年   | 追梦                             | 林艺抒       | 客串                                     |
| 2021年   | 完美的他                         | 徐福順       | 網絡劇                                   |
| 2021年   | 星辰大海                         | 方蘭菲       |                                          |
| 2024年   | 唐人街探案2                      | 黃婆         | 網絡劇                                   |
| 2024年   | 顏心記                           | 颜南星的分身 | 網絡劇                                   |
| 2025年   | 朝雪录                           | 大長公主     | 網絡劇                                   |
| 2025年   | 她的生存之道                     | 何母         | 網絡劇，客串                             |
| 待播     | 倾城亦清欢                       |              | 網絡劇                                   |
| 東南亞   |                                  |              |                                          |
| 1996年   | 緣來是你                         | 林佩君       | 新加坡                                   |
| 聯合地區 |                                  |              |                                          |
| 1994年   | 天师钟馗（第一部《杨贵妃》单元） | 杨贵妃       | 新加坡电视机构与台湾中视                 |
| 1999年   | 少年英雄方世玉                   | 苗翠花       | 香港与台灣                               |
| 2002年   | 齊天大聖孫悟空                   | 王母娘娘     | 台灣第一媒體、台灣新峰影業与香港天中媒體 |
| 2003年   | 倩女幽魂                         | 司馬三娘     | 新加坡、台灣、香港与中國內地             |

### 電影
- 1968年 《豬悟能招親》
- 1970年 《岳母大人》飾：四妹
- 1972年 《孫悟空大戰紅孩兒》 飾 紅孩兒
- 1972年 《心花朵朵》
- 1973年 《窗外》
- 1974年 《早婚》
- 1974年 《早熟》 飾 陸稚白
- 1974年 《半山飄雨半山晴》
- 1974年 《女學生》
- 1974年 《十七，十七，十八》
- 1974年 《翦翦風》 飾 何飛飛
- 1974年 《陣陣春風》 飾 黃珍珍
- 1975年 《糊塗小子甜姑娘》
- 1975年 《春花秋月》
- 1975年 《海藍藍》
- 1975年 《在水一方》 飾 朱詩卉
- 1975年 《門裡門外》
- 1976年 《星期六的約會》
- 1976年 《大喜事》
- 1976年 《梅花》 飾 江明珠
- 1976年 《花開春暖》
- 1976年 《小雨絲絲》
- 1976年 《情話綿綿》
- 1976年 《夏日假期玫瑰花》 飾 愛蓮
- 1976年 《桑園》 飾 桑文珊
- 1976年 《愛情奪標》
- 1976年 《愛情‧文憑‧牛仔褲》
- 1976年 《君子好求》
- 1977年 《青色山脈》
- 1977年 《蒂蒂日記》 飾 林蒂蒂
- 1977年 《射鵰英雄傳》飾 黃蓉
- 1977年 《春滿娃娃池》
- 1978年 《小小世界妙妙妙》 飾 田蜜
- 1978年 《夕陽山外山》
- 1978年 《十七歲的夢》
- 1978年 《永恒的愛》
- 1978年 《情竇初開》
- 1978年 《願者上鉤》
- 1978年 《黃埔軍魂》
- 1978年 《手足情深》
- 1979年 《錦標》
- 1979年 《寧靜海》
- 1979年 《我愛芳鄰》
- 1979年 《我們永遠在一起》 飾 何曉玲
- 1979年 《鬼咁過癮》 飾 百厭鬼
- 1980年 《蛇貓鶴混形掌》 飾 阿蘭
- 1980年 《古靈精怪小鬼頭》
- 1980年 《西風的故鄉》 飾 桂香
- 1980年 《女拳》 飾 戴鳳秋
- 1981年 《能屈能伸大丈夫》
- 1982年 《瘋狂年輕人》 飾 菲菲
- 1982年 《女子學校》 飾 廖智婷
- 1984年 《男人真命苦》
- 1984年 《醜小鴨》 飾 美麗
- 1985年 《開心三響砲》 飾 Grace
- 1988年 《義膽紅唇》 飾 佩妮
- 1988年 《城市戰爭》 飾 Penny
- 1988年 《大頭仔》 飾 阿君
- 1988年 《我愛太空人》 飾 June
- 1989年 《花心三劍俠》 飾 Alice
- 1989年 《小小小警察》 飾 流鶯妓女恬妞
- 1989年 《義膽群英》 飾 安妮
- 1990年 《大哥大續集》 飾 阿麗
- 1990年 《亂世兒女》 飾 皇貴妃
- 1990年 《虎膽女兒紅》 飾 蘭姨
- 1991年 《情聖》 飾 阿萍
- 1991年 《忠奸盜》
- 2001年 《血戰》 飾 玲玲
- 2001年 《芭拉芭拉櫻之花》 飾 櫻田夫人
- 2003年 《阿龍的故事》 飾 嬌媽
- 2005年 《我亞媽發仔瘟》 飾 春嫂
- 2006年 《戀愛初歌》 飾 英姑
- 2006年 《一石二鳥》 飾 蝶蝶
- 2008年 《奪帥》 飾 梁月蓮／素素
- 2009年 《白銀帝國》 飾 余鳳
- 2010年 《前度》 飾 周怡媽媽
- 2010年 《翡翠明珠》 飾 程夫人
- 2010年 《大笑江湖》 飾 粉紅鳳凰
- 2012年 《高海拔之戀II》 飾 女醫生
- 2012年 《高舉愛》 飾 紅靚姑
- 2012年 《咆哮無聲》 飾 芳姨
- 2013年 《影子愛人》 飾 鳳
- 2015年 《星夜彩虹》
- 2016年 《打開我天空》 飾 女子
- 2017年 《天生不對》 飾 何心安
- 2018年 《藍色項圈》 飾 校長
- 2018年 《畢業旅行笑翻天》 飾 馬雲豪奶奶
- 2019年 《如珠如寶》 飾 惠珍
- 2019年 《傻傻愛你，傻傻愛我》 飾 康襄維母親
- 2020年 《赤狐書生》 飾 雞店老闆娘
- 2024年 《出租家人》 飾 王蔚芳
- 2025年 《楚幽秘境》(網絡電影) 飾 楚國太后

### 節目主持
無綫電視
- 1990-1991年 開心浪漫俏佳人
- 1992年 開心浪漫俏夫人

亞洲電視
- 1999年 亞洲小姐競選總決賽

台視
- 1981年6月6日 恬妞專輯（全1集，21:03～22:00首播）
- 1981年6月13日 恬妞專輯：飛向你身邊（全1集，21:03～22:00首播）

中視
- 1982年6月1日至6月2日 恬妞「幫助他」義演會（全2集，1982年5月29日晚間在國父紀念館舉辦[55]，20:15～21:00電視首播）
- 1987年10月17日 「再一次」專輯：恬妞的昨日、今日、明日（全1集，20:00首播）[31]
- 1987年8月22日 第九屆金嗓獎頒獎晚會（全1集，20:00～22:30首播，與張菲主持）[56]

### 節目嘉賓
台視
- 1990年 就在今夜
- 1990年 我愛紅娘
- 1990年 女丑劇場
- 1990年 強棒出擊

中視
- 1990年 今宵一路發
- 1999年 超級東西軍

華視
- 1977年 劉文正時間
- 1990年 金曲龍虎榜
- 1990年 歡樂周末派
- 1990年 鑽石舞台

其他
- 2000年 肥媽Phone Show（有線電視）
- 2000年 肥媽一家仁（有線電視、與姜大偉和劉錫明）
- 2000年 騰飛在金秋（亞洲電視、台慶節目）[57]
- 2002年 笑看浮生（亞洲電視）
- 2010年 最佳現場（北京廣播電視台文藝頻道）
- 2010年 沈春華Life秀（中天電視台）
- 2024年 獎門人Happy Easter感謝祭[58]（TVB）

### 節目演出
- 1989年 萬千星輝賀台慶（與萬梓良表演魔術）[59]
- 2009年 把愛傳出去，八八賑災募款晚會[60]

## 音樂作品

### 單曲
- 2000年 《理想的愛》（與陳秀雯及劉美君合唱，亞洲電視劇集《妳想的愛》主題曲）[61]

### 唱片專輯
| 專輯 # | 唱片公司 | 專輯名稱       | 發行年份   | 曲目 |
| ------ | -------- | -------------- | ---------- | --- |
| 1st    | 海山唱片 | 我騎著一部單車 | 1979年     | 曲目 1. 少女的約會 2. 讓我告訴你 3. 你說的一句話 4. 春花如錦等知音 5. 碧湖月滿 6. 你說的 7. 我騎了一部單車 8. 害羞的男孩 9. 夜幕垂落時 10. 等你在雨中 11. 一首愛的歌 12. 小雨飄飄                                           |
| 2nd    | 東尼機構 | 你‧我          | 1981年3月  | 曲目 1. 你‧我 2. 你聽 3. 走入你心中 4. 不再回憶 5. 嘿!嘿!郊遊去 6. 大腳山 7. 飛向你身旁 8. 秋雲秋雨 9. 汽車慢慢跑 10. 放學後 11. 再見紅磚路 12. 擺擺手                                                                      |
| 3rd    | 東尼機構 | 新年好         | 1981年7月  | 曲目 1. 恭喜恭喜 （劉文正） 2. 賀新年 （劉文正） 3. 大地回春 （劉文正） 4. 春風吻上我的臉 （劉文正） 5. 喜氣洋洋 （劉文正） 6. 春來了 （劉文正） 7. 新年好 8. 我們要歡唱 9. 一張賀年片 10. 萬事如意 11. 迎新年 12. 歡樂年年 |
| 4th    | 東尼機構 | 上班           | 1982年9月  | 曲目 1. 上班 2. 為你痴狂 3. 雲霄飛車 4. 大白天 5. 情何物 6. 是不是 7. 桂花飄香 8. 噢 ! 嘉露 9. 幻想的翅膀 10. 夏之戀 11. 杉林溪 12. 跳吧 ! 扭扭                                                                             |
| 5th    | 東尼機構 | 風中的笛聲     | 1984年7月  | 曲目 1. 風中的笛聲 2. 我愛你 3. 野地的玫瑰花 4. 冷却的心 5. 請你讓我親親你 6. 醜小鴨 7. 溫柔的分手 8. 愛情再見 9. 我就是愛你這樣 10. 窗外雨紛飛 11. 疑心病                                                                  |
| 6th    | 華倫唱片 | 再一次         | 1987年10月 | 曲目 1. 再一次 2. 別 3. 愛詩 4. 淡淡的來默默的去 5. 再一次（音樂） 6. 小包袱 7. 尋你的時候 8. 曾經 9. 陰晴偶雨 |

## 廣告
- 1992年 金牌馬爹利
- 2002年至2005年 修身堂纖體

## 獎項紀錄
| 年份   | 頒獎典禮                   | 獎項       | 作品       | 角色          | 結果 |
| ------ | -------------------------- | ---------- | ---------- | ------------- | ---- |
| 1978年 | 第15屆金馬獎               | 最佳女主角 | 蒂蒂日記   | 林蒂蒂        | 獲獎 |
| 1979年 | 第16屆巴拿馬國際電影節     | 最佳女主角 | 蒂蒂日記   | 林蒂蒂        | 獲獎 |
| 1982年 | 第19屆金馬獎               | 最佳女主角 | 女子學校   | 廖智婷        | 提名 |
| 1989年 | 第8屆香港電影金像獎        | 最佳女主角 | 我愛太空人 | June          | 提名 |
| 2009年 | 第15屆香港電影評論學會大獎 | 最佳女演員 | 奪帥       | 梁月蓮/SOSO姐 | 提名 |

## 外部連結
- 恬妞的Facebook專頁
- 恬妞的新浪微博
- 恬妞在互联网电影资料库（IMDb）上的資料（英文）（英文）
- 恬妞在香港影庫上的簡介
- 恬妞在豆瓣上的资料（简体中文）
- 恬妞在时光网上的簡介（简体中文）

| 前任： 陳秋霞 | 金馬獎最佳女主角 1978年 | 繼任： 林鳳嬌 |